# Великий Вопець
Великий Вопець (рос. Большой Вопец) — річка в європейській частині Росії, що протікає по території Кардимовського району Смоленської області. Права притока Дніпра, басейну Чорного моря. Довжина річки — 75 км. Площа водозбірного басейну — 156 км2.
Витік на південь від села Маркати Кардимовського району, на південній околиці Духовщинської височини, за кілька кілометрів на північ від автомагістралі М1 «Беларусь», що сполучає Москву з Мінськом. Великих приток не має, але приймає багато струмків. Впадає в Дніпро біля села Верхні Немикарі Кардимовського району.